# Birger Stafås
Olov Birger Stafås, född 29 mars 1919 i Lima, Kopparbergs län, död 5 september 1989 i Falun, var en svensk målare och tecknare.
Han var son till Stafås Otto Olsson och Matilda Hansson. Då han 1941 vistades som sjukling i Falun började han måla minnesbilder från sitt liv som skogsarbetare på Stavåsnäset, detta ledde till att han studerade konst vid Otte Skölds målarskola 1943 och 1945–1947 samt vid Grünewalds målarskola 1944 och under ett antal kombinerade studie- och målarresor till Paris, Spanien, Nordnorge och Norra Ishavet. Separat debuterade han med utställningar i Uddeholm och Malung 1944 som blev en stor publikframgång för honom. Utställningarna följdes av separatutställningar i bland annat Hedemora och ett flertal orter i norra Sverige. Han medverkade i Nationalmuseums utställning Unga tecknare 1948. Bland hans offentliga arbeten märks väggmålningar i Folkets hus i Lima, Rörbäcksnäs skola, Transtrands skola och Malungs folkhögskola. Som illustratör medverkade han i tidskrifterna Folket i bild, Svensk jakt och Vi samt illustrationer till Sven Rosendahls naturskildringar Jakten går i bergen och Äventyr i markerna. Hans konst består av djurbilder och landskapsskildringar.